# Équipe cycliste Acqua & Sapone
Cette équipe ne doit pas être confondue avec l'équipe cycliste Acqua & Sapone-Cantina Tollo.
L'équipe cycliste Aqua & Sapone était une formation italienne de cyclisme sur route qui a existé entre 2002 et 2012. Elle avait le statut d'équipe continentale professionnelle et participait donc aux épreuves des circuits continentaux, tout en pouvant profiter d’invitations sur des courses du ProTour.

## Histoire de l'équipe
Acqua & Sapone revient en 2004, toujours dirigée par Masciarelli (l'équipe est également appelée « Team Masciarelli »). Aucun des coureurs de l'ancienne équipe Acqua & Sapone-Cantina Tollo n'est présent. La seule « star » est Bo Hamburger, ancien vainqueur de la Flèche wallonne, entouré de coureurs d'expériences comme le sprinter américain Fred Rodriguez, ou Andrea Ferrigato.
Elle devient, en intégrant le groupe des équipes « Continentales Pro » lors de l'instauration du ProTour en 2005, Acqua & Sapone - Adria Mobil. Depuis 2010 l'équipe s'appelle Acqua & Sapone-D'Angelo & Antenucci. La société d'ingénierie D'Angelo & Antenucci décide de créer sa propre équipe en fusionnant avec une partie de l'ancienne CDC Cavaliere. Le sponsor Acqua e Sapone est de nouveau seul lors des deux dernières saisons de l'équipe en 2011 et 2012.
En septembre 2012, le sponsor Acqua e Sapone annonce son retrait, l’équipe est dissoute à la fin de la saison 2012.

## Principaux résultats

### Courses par étapes
- Tirreno-Adriatico : 2010 (Stefano Garzelli)

### Sur les grands tours
- Tour d'Italie
  - 5 participations (2004, 2007,  2009, 2010, 2011)
  - 6 victoires d'étapes :
    - 1 en 2004 : Fred Rodriguez
    - 2 en 2007 : Stefano Garzelli (2)
    - 2 en 2009 : Stefano Garzelli (2)[n 1]
    - 1 en 2010 : Stefano Garzelli

  - Classements annexes : 3
    -  Grand Prix de la montagne : 2009 et 2011 (Stefano Garzelli)
    - Classement de la combativité : 2011 (Stefano Garzelli)

### Championnats nationaux
| - Championnat de Biélorussie sur route : 4 - Course en ligne : 2006 (Kanstantsin Siutsou) et 2007 (Branislau Samoilau) - Contre-la-montre : 2007 et 2008 (Andrei Kunitski) - Championnat de Croatie sur route : 2 - Course en ligne : 2012 (Vladimir Miholjević) - Contre-la-montre : 2012 (Vladimir Miholjević) - Championnat des États-Unis sur route : 1 - Course en ligne : 2004 (Fred Rodriguez) - Championnat de République tchèque sur route : 3 - Course en ligne : 2004 (Ondřej Sosenka) - Contre-la-montre : 2005 et 2006 (Ondřej Sosenka) - Championnat de Tunisie sur route : 1 - Course en ligne : 2010 (Rafaâ Chtioui) | - Championnat de République tchèque sur piste : 1 - Poursuite : 2005 (Ondřej Sosenka) |

## Classements UCI
En 2004, l'équipe est classée parmi les Groupes Sportifs II, la deuxième catégorie des équipes cyclistes professionnelles.
| Saison | Classement par équipes | Meilleur coureur au classement individuel |
| ------ | ---------------------- | ----------------------------------------- |
| 2004   | 3e (GSII)              | Rinaldo Nocentini (104e)                  |

Depuis 2005, l'équipe participe aux circuits continentaux et principalement à des épreuves de l'UCI Europe Tour. Le tableau ci-dessous présente les classements de l'équipe sur les différents circuits, ainsi que son meilleur coureur au classement individuel.
UCI Africa Tour
| Saison | Classement par équipes | Meilleur coureur au classement individuel |
| ------ | ---------------------- | ----------------------------------------- |
| 2010   | 8e                     | Rafaâ Chtioui (36e)                       |

UCI Asia Tour
| Saison | Classement par équipes | Meilleur coureur au classement individuel |
| ------ | ---------------------- | ----------------------------------------- |
| 2005   | 23e                    | Denis Bertolini (83e)                     |
| 2007   | 17e                    | Francesco Masciarelli (28e)               |

UCI Europe Tour
| Saison | Classement par équipes | Meilleur coureur au classement individuel |
| ------ | ---------------------- | ----------------------------------------- |
| 2005   | 12e                    | Ruggero Marzoli (4e)                      |
| 2006   | 1re                    | Rinaldo Nocentini (3e)                    |
| 2007   | 19e                    | Giuseppe Palumbo (92e)                    |
| 2008   | 1re                    | Stefano Garzelli (2e)                     |
| 2009   | 13e                    | Luca Paolini (7e)                         |
| 2010   | 26e                    | Luca Paolini (19e)                        |
| 2011   | 20e                    | Fabio Taborre (23e)                       |
| 2012   | 3e                     | Danilo Di Luca (5e)                       |

En 2009, le classement du ProTour est supprimé et remplacé par le Classement mondial UCI. Celui-ci compile les points acquis lors d'épreuves du Calendrier mondial UCI et intègre les équipes continentales professionnelles, ce qui n'était pas le cas du classement du ProTour.
| Saison | Classement par équipes | Meilleur coureur au classement individuel |
| ------ | ---------------------- | ----------------------------------------- |
| 2009   | 15e                    | Stefano Garzelli (26e)                    |
| 2010   | 23e                    | Stefano Garzelli (38e)                    |

## Acqua & Sapone en 2012[3]

### Effectif

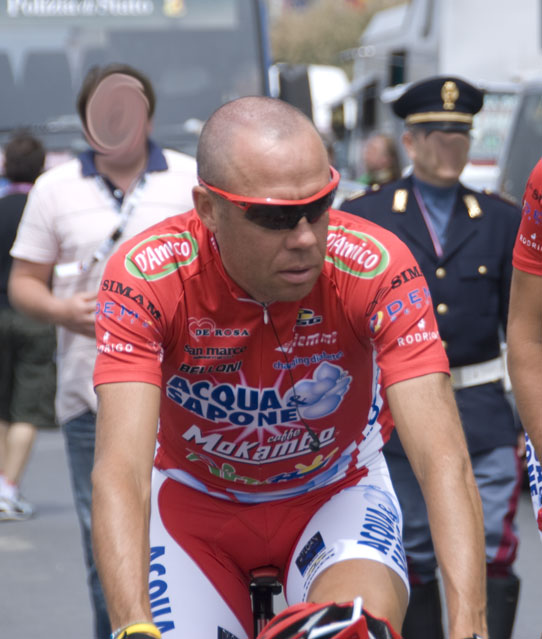
Massimo Codol lors du Tour d'Italie 2009

| Cycliste            | Date de naissance | Nationalité | Équipe 2011             |
| ------------------- | ----------------- | ----------- | ----------------------- |
| Carlos Betancur     | 13.10.1989        | Colombie    | Acqua & Sapone          |
| Paolo Ciavatta      | 06.11.1984        | Italie      | Acqua & Sapone          |
| Massimo Codol       | 27.02.1973        | Italie      | Acqua & Sapone          |
| Claudio Corioni     | 26.12.1982        | Italie      | Acqua & Sapone          |
| Danilo Di Luca      | 02.01.1976        | Italie      | Katusha                 |
| Francesco Di Paolo  | 18.04.1982        | Italie      | Acqua & Sapone          |
| Alessandro Donati   | 08.05.1979        | Italie      | Acqua & Sapone          |
| Stefano Garzelli    | 16.07.1973        | Italie      | Acqua & Sapone          |
| Francesco Ginanni   | 06.10.1985        | Italie      | Androni Giocattoli-CIPI |
| Ruggero Marzoli     | 02.04.1976        | Italie      | Acqua & Sapone          |
| Andrea Masciarelli  | 02.09.1982        | Italie      | Acqua & Sapone          |
| Simone Masciarelli  | 02.01.1980        | Italie      | Acqua & Sapone          |
| Vladimir Miholjević | 18.01.1974        | Croatie     | Acqua & Sapone          |
| Danilo Napolitano   | 31.01.1981        | Italie      | Acqua & Sapone          |
| Francesco Reda      | 19.11.1982        | Italie      | Quick Step              |
| Daniele Scampamorte | 15.07.1986        | Italie      |                         |
| Fabio Taborre       | 05.06.1985        | Italie      | Acqua & Sapone          |
| Stagiaire           | Date de naissance | Nationalité | Équipe 2012             |
| Steve Bekaert       | 26.12.1990        | Belgique    | Lotto-Belisol U23       |
| Stefano Di Carlo    | 15.08.1987        | Italie      |                         |

### Victoires

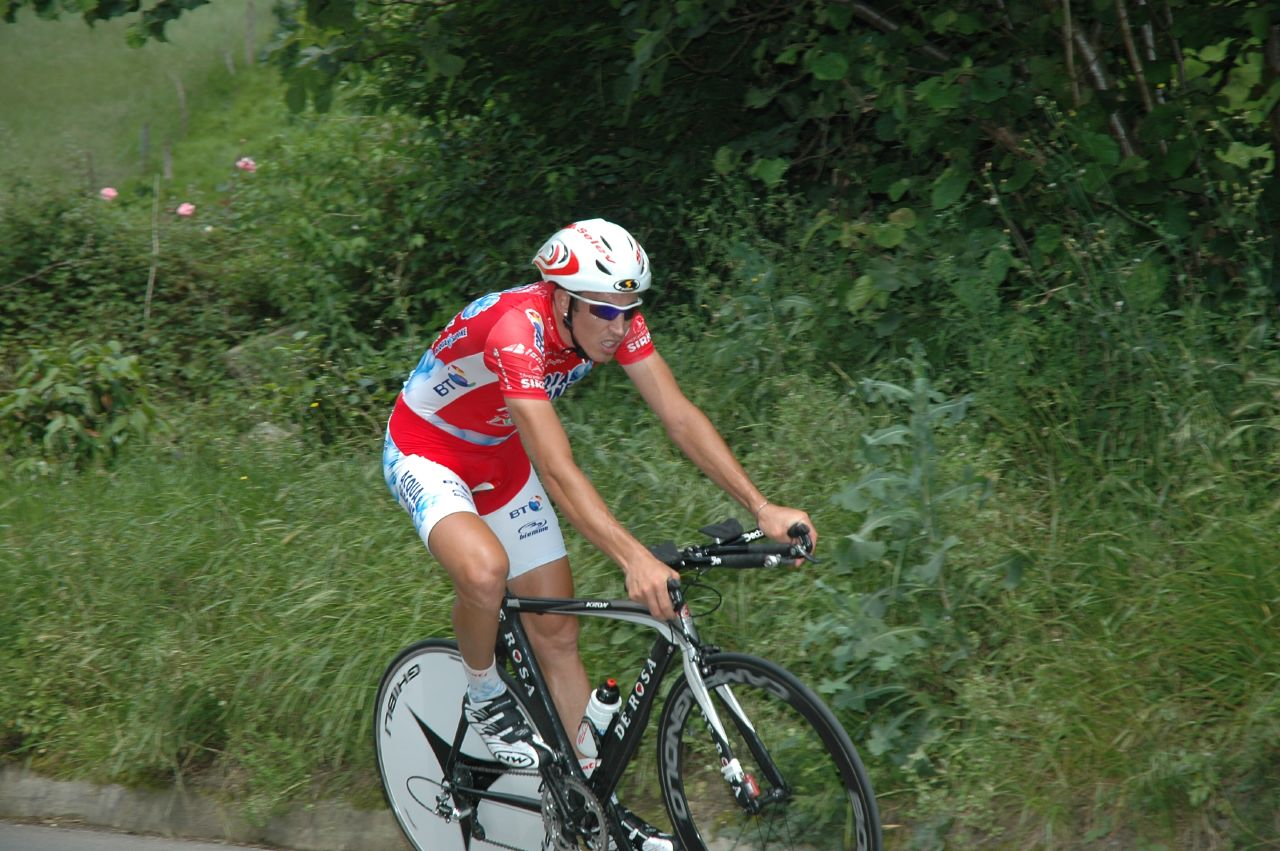
Alessandro Donati lors de la Bicyclette basque 2007

| Date       | Course                                                 | Pays     | Classe | Vainqueur           |
| ---------- | ------------------------------------------------------ | -------- | ------ | ------------------- |
| 19/05/2012 | 4e étape du Circuit de Lorraine                        | France   | 2.1    | Danilo Napolitano   |
| 27/05/2012 | 5e étape du Tour de Belgique                           | Belgique | 2.HC   | Carlos Betancur     |
| 02/06/2012 | Trophée Melinda                                        | Italie   | 1.1    | Carlos Betancur     |
| 22/06/2012 | Championnat de Croatie du contre-la-montre             | Croatie  | CN     | Vladimir Miholjević |
| 24/06/2012 | Championnat de Croatie sur route                       | Croatie  | CN     | Vladimir Miholjević |
| 02/07/2012 | 2e étape du Tour d'Autriche                            | Autriche | 2.HC   | Danilo Di Luca      |
| 05/07/2012 | 5e étape du Tour d'Autriche                            | Autriche | 2.HC   | Fabio Taborre       |
| 14/07/2012 | Grand Prix Nobili Rubinetterie - Coppa Città di Stresa | Italie   | 1.1    | Danilo Di Luca      |
| 22/07/2012 | 2e étape du Tour de Wallonie                           | Belgique | 2.HC   | Danilo Napolitano   |
| 24/07/2012 | 4e étape du Tour de Wallonie                           | Belgique | 2.HC   | Danilo Napolitano   |
| 25/07/2012 | 5e étape du Tour de Wallonie                           | Belgique | 2.HC   | Danilo Napolitano   |
| 07/09/2012 | 5e étape du Tour de Padanie                            | Italie   | 2.1    | Carlos Betancur     |

## Saisons précédentes
- Acqua & Sapone-Adria Mobil en 2005
- Acqua & Sapone en 2006
- Acqua & Sapone-Caffè Mokambo en 2007